# Garçon du Turkana
« Le garçon du Turkana » ou « le garçon de la Nariokotome » est le nom familier donné au fossile KNM-WT 15000, le squelette presque complet d'un juvénile du genre Homo, découvert en 1984 au Kenya. Daté de 1,5 à 1,6 million d'années et attribué à l'espèce Homo ergaster, ce spécimen est le squelette humain le plus complet jamais trouvé pour cette période.

## Découverte
Le squelette est découvert en 1984 par Kamoya Kimeu (un membre de l'équipe de Richard Leakey) au Kenya sur les rives de la rivière Nariokotome, près du lac Turkana,. Il comprend 108 os, ce qui en fait le squelette humain ancien le plus complet découvert à ce jour. Il manque néanmoins les deux mains et les deux pieds.

## Morphologie
La forme du bassin du fossile a permis de déterminer qu'il s'agissait d'un individu mâle.

Le pelvis est un peu plus large que celui d'Homo sapiens, mais plus étroit que celui de l'Australopithèque, ce qui permettait une marche bipède efficace, contrairement aux espèces précédentes encore à la fois bipèdes et arboricoles.
Les jambes sont longues, avec des proportions comparables à celles de l'homme moderne, ce qui devait en faire un bon marcheur.
Le crâne montre des traits archaïques, un front bas, un fort torus sus-orbitaire, une mâchoire prognathe, mais avec un volume endocrânien de 880 cm3, nettement supérieur à celui d'Homo habilis. La fosse nasale tend à se rapprocher de la forme moderne.
La grande taille relative augmente la surface du corps et devait faciliter la dissipation de la chaleur sous le soleil africain,.
On pense qu'Homo ergaster était moins velu que ses ancêtres, et peut-être même aussi peu que l'homme moderne, et avait déjà acquis le système de transpiration qui permet de refroidir le corps,.
|                   | Taille | Silhouette     | Boîte crânienne |
| ----------------- | ------ | -------------- | --------------- |
| Australopithèque  | 1,20 m | Jambes courtes | Petit volume    |
| Garcon de Turkana | 1,65 m | Elancée        | Moyen volume    |
| Néandertal        | 1,65 m | Trapue         | Grand volume    |

## Croissance et maturité
L'âge au décès de l'individu, d'abord estimé à 12 ans, fut réévalué à 8 ans environ. La première estimation, haute, appliquait au fossile les courbes de croissance de l'espèce Homo sapiens. Cet âge a été reconsidéré par la suite. La taille qu'aurait atteint l'individu à l'âge adulte était alors estimée à 1,85 m, en incorporant la poussée de croissance à l'adolescence connue chez l'homme moderne.
L'âge estimé au décès varie selon que l'on se réfère au squelette ou aux dents, et selon que le rythme de la croissance est basé sur Homo sapiens ou sur le chimpanzé. L'homme moderne a une enfance et une adolescence proportionnellement bien plus longue que le chimpanzé, et Homo ergaster, bien qu'initialement rapproché d'Homo sapiens, se situe en fait entre les deux. L'estimation de son âge au décès et de sa stature d'adulte en est significativement affectée.
Ronda Graves dans sa dernière étude (en 2010) concluait qu'il « aurait grandi de 5 à 14 cm de plus avant d'atteindre sa taille adulte » et que « s'il avait 8 ans à son décès, avec une taille acquise de 1,54 m, KNM-WT 15000 aurait atteint une taille adulte comprise entre 1,59 m et 1,68 m ». De plus, « selon notre modèle préféré de croissance et de développement, il aurait terminé sa croissance à l'âge de 12 ans (4 ans après sa mort), si bien que l'essentiel de sa croissance était déjà acquise lors de son décès ».

## Capacités vocales
L'aire de Broca, qui est l'aire du langage sur le cerveau humain, se signale par une petite inflexion sur le crâne fossile du garçon de Turkana.

Ses vertèbres thoraciques sont plus étroites que chez Homo sapiens, ce qui aurait donné moins de contrôle sur les muscles thoraciques, utilisés chez l'homme moderne pour modifier sa respiration afin d'émettre des vocalisations complexes par de simples expirations.

## Comportement
Le squelette du garçon de Turkana et les outils lithiques trouvés à proximité, ainsi que sur de nombreux sites est-africains de la même époque, classés dans la culture acheuléenne, incitent les paléoanthropologues à penser qu'Homo ergaster, contrairement à ses ancêtres, était probablement devenu un vrai chasseur.

Un plus grand cerveau devait permettre aussi une vie sociale plus complexe.